# 津山香音
花影 香音（はなかげ かのん、1997年4月10日 - ）は、沖縄県うるま市出身の日本の女優、ファッションモデル。イトーカンパニー所属、カラーズ業務提携。

## 人物
- 2010ブルーシール - イメージガール
- マザー牧場2012 - イメージガール

## 出演

### テレビ番組
- めざましテレビ（2013年4月 - 2014年3月） - イマドキガール

### テレビドラマ
- テレビ朝日系『仮面ライダー鎧武/ガイム』（2013年10月 2014年9月） - チャッキー 役
- テレビ朝日系『烈車戦隊トッキュウジャーVS仮面ライダー鎧武 春休み合体スペシャル』 - チャッキー 役
- TBS系『図書館戦争 ブック・オブ・メモリーズ』
- フジテレビ系『世にも奇妙な物語'16 秋の特別編』（2016年10月） - ずっとトモダチ/友里役
- フジテレビ系「嫌われる勇気」3話（2017年1月） - 北島絵梨子 役

### 映画
- ハイザイ〜神さまの言うとおり〜
- 天国からのエール
- 仮面ライダー×仮面ライダー 鎧武&ウィザード 天下分け目の戦国MOVIE大合戦 - チャッキー 役
- 劇場版 仮面ライダー鎧武 サッカー大決戦!黄金の果実争奪杯! - チャッキー 役
- 東京無国籍少女 - 莉奈 役
- 傷だらけの悪魔（2017年） - 花房宏子 役
- 斉木楠雄のΨ難（2017年）
- 未成年だけどコドモじゃない（2017年）

### 舞台
- ストックホルム（2018年1月）
- サヨナラサイキックオーケストラ（2015年11月）
- キャンディー（2014年3月）

### ラジオ
- NHK FM オーディオドラマ 青春アドベンチャー「王妃の帰還」（2018年4月） - 黒崎沙織 役

### CM
- 大塚食品 MATCH
- ブルーシールアイスクリーム
- イオン ゆかた2015「なつ古典」（2014年5月 - 2014年10月）
- KIRIN Mets「登場篇」「走る女子高生篇」（2015年3月 - 2015年5月）
- ゲームオン「黒い砂漠」（2015年5月 - 2016年4月）
- イオン「MIZUGI 2015」（2015年6月 - 2015年11月）
- 家庭教師のトライ「Try IT はじまる　篇」（2015年7月 - 2016年6月）
- 近鉄百貨店 名古屋店「近鉄Pass'e」（2016年3月 - 2016年9月）
- Supercell「クラッシュ・ロワイヤル」枕たたき篇（2016年7月 - 2016年10月）
- DeNA「逆転オセロニア」～ラーメン屋篇～（2017年8月 - 2017年10月）
- 森永乳業 乳酸菌と暮らそう「ちゃっかりうれしい生活」カフェオレ篇（2017年9月 - 2018年9月）